# Ermida do Senhor Bom Jesus (Fajã Grande)

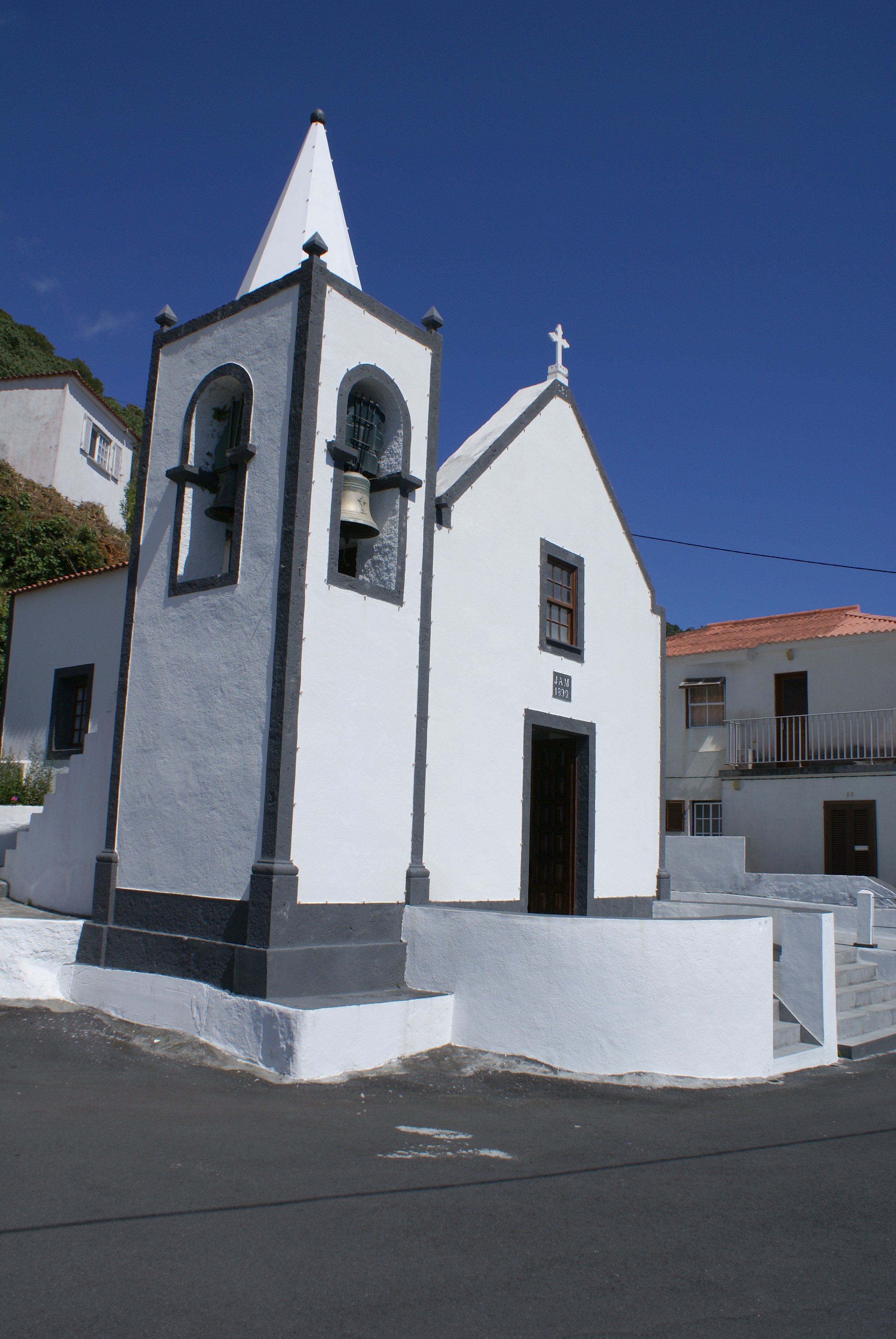
Ermida Senhor Bom Jesus, exterior.

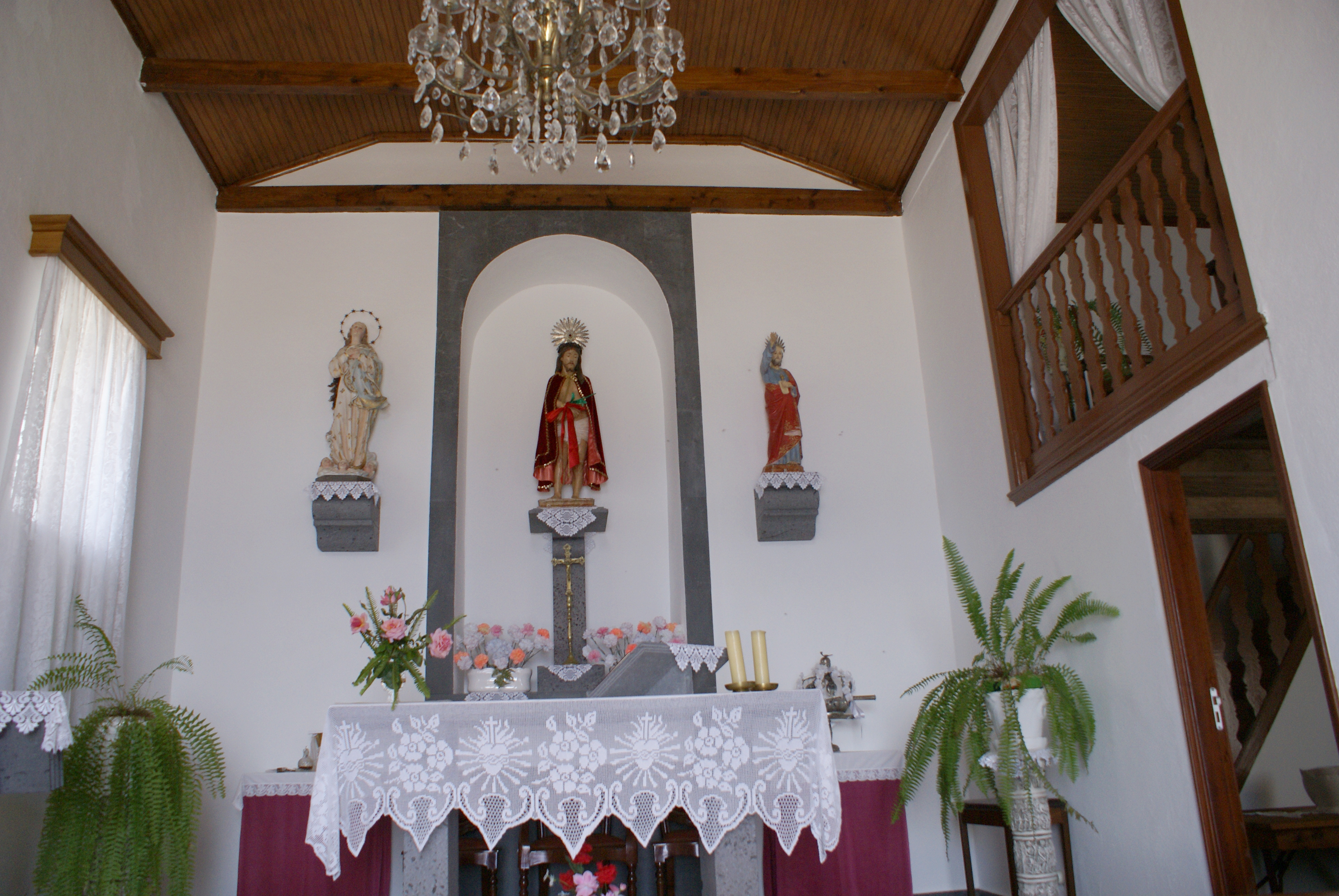
Ermida Senhor Bom Jesus, inteior.

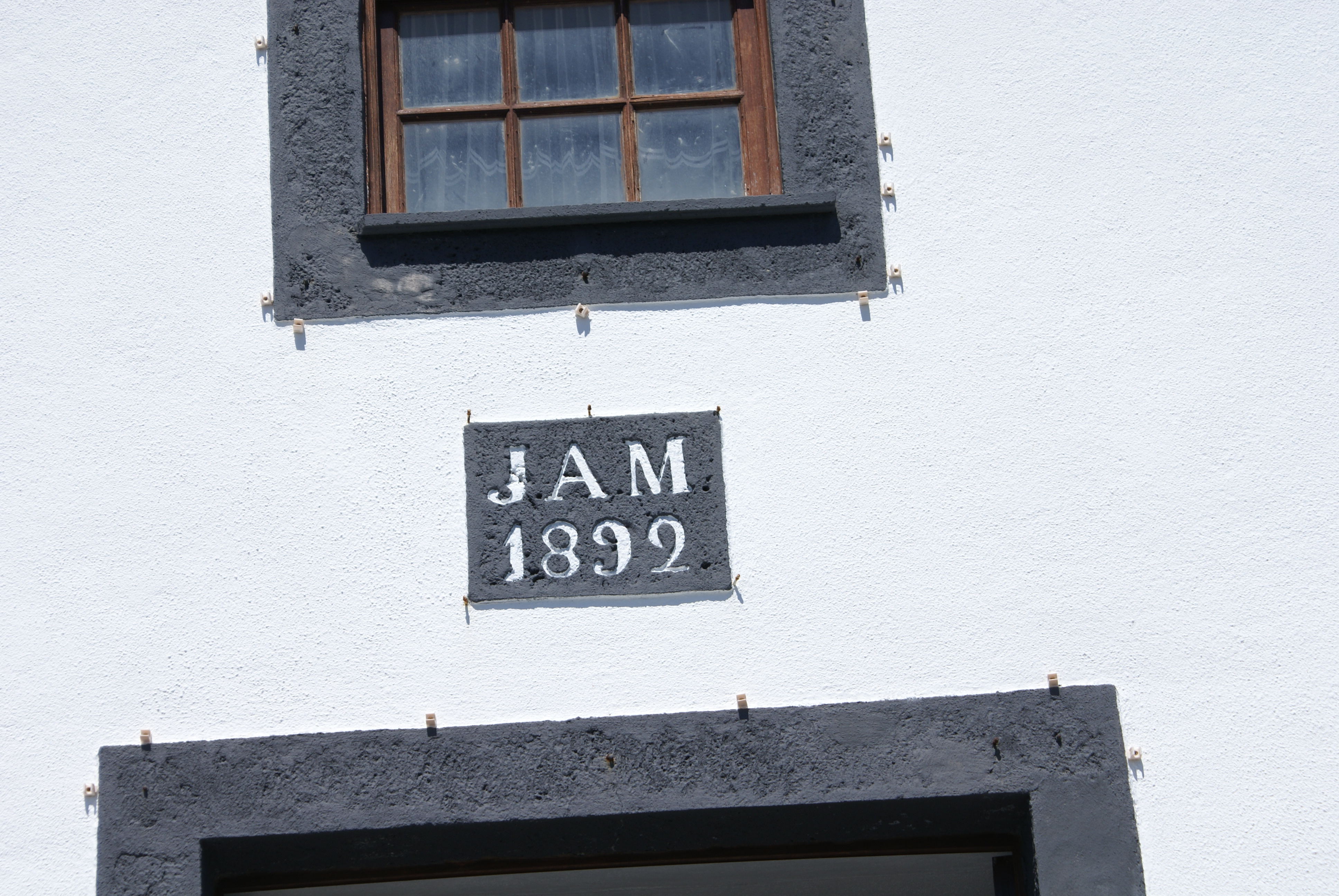
Ermida Senhor Bom Jesus, lápide datada.

A Ermida do Senhor Bom Jesus é uma ermida portuguesa localizada na Fajã Grande, à vila e Concelho da Calheta, na ilha de São Jorge, no arquipélago dos Açores.
Esta ermida foi construída entre os anos de 1889 e de 1895, sendo que a responsabilidade da construção deste templo se deve à iniciativa de José de Azevedo Machado.
O exterior desta ermida ficou concluído em 1892, sendo esta a data existente na fachada, no entanto o interior da ermida só ficou concluído em 1895.
Sobre a porta de entrada e a atestar o acontecimento existe uma lápide em pedra datada justamente de 1892. Esta ermida apresenta um bom trabalho em cantaria de basalto que foi pintado a cor cinza onde se destaca o trabalho efectuado junto das portas e janelas.
Por cima da referida porta de entrada apresenta uma Cruz também feita em pedra pintada de cor branca.
É dotada de uma torre sineira encimada por uma cúpula em pirâmide e rematada por uma esfera. Esta torre apresenta-se dotada de sinos.
O interior com a imagem do Senhor Bom Jesus no altar-mor apresenta-se simples, em tons de branco e cinza com a madeira na sua cor natural a dar realce ao ambiente. O madeiramento do tecto foi elaborado de forma a dar ao edifício um agradável aspecto ao manter a cor original da madeira.
À inauguração deste templo foi feita uma festa que durou dois dias e ocorreu de 19 a 20 de Setembro de 1896.
Trata-se de uma construção de média dimensão dotada de torre sineira e edificada bastante próximo do mar.